# Lijst van Tsjechische ministers van Binnenlandse Zaken
Dit is een lijst van ministers van Binnenlandse Zaken van de Tsjechische Republiek.

## Ministers van Binnenlandse Zaken van Tsjechië (1993–heden)
| Minister van Binnenlandse Zaken | Minister van Binnenlandse Zaken | Minister van Binnenlandse Zaken | Ambtstermijn     | Ambtstermijn     | Partij(en)                  | Premier(s)                   | Kabinet(ten) |
| ------------------------------- | ------------------------------- | ------------------------------- | ---------------- | ---------------- | --------------------------- | ---------------------------- | ------------ |
|                                 | Jan Ruml                        | Jan Ruml (1946)                 | 1 januari 1993   | 7 november 1997  | ODS                         | Václav Klaus (1993–1997)     | V. Klaus I   |
| V. Klaus II                     | Jan Ruml                        | Jan Ruml (1946)                 | 1 januari 1993   | 7 november 1997  | ODS                         | Václav Klaus (1993–1997)     |              |
|                                 | Jindřich Vodička                | Jindřich Vodička (1952)         | 7 november 1997  | 17 december 1997 | ODS                         | Václav Klaus (1993–1997)     |              |
|                                 | Cyril Svoboda                   | Cyril Svoboda (1956)            | 17 december 1997 | 17 juli 1998     | KDU-ČSL                     | Josef Tošovský (1997–1998)   | Tošovský     |
|                                 |                                 | Václav Grulich (1932)           | 17 juli 1998     | 4 april 2000     | ČSSD                        | Miloš Zeman (1998–2002)      | Zeman        |
|                                 | Stanislav Gross                 | Stanislav Gross (1969–2015)     | 4 april 2000     | 26 juli 2004     | ČSSD                        | Miloš Zeman (1998–2002)      | Zeman        |
| ČSSD                            | Stanislav Gross                 | Stanislav Gross (1969–2015)     | 4 april 2000     | 26 juli 2004     | Vladimír Špidla (2002–2004) | Špidla                       |              |
|                                 | František Bublan                | František Bublan (1951)         | 26 juli 2004     | 16 augustus 2006 | ČSSD                        | Stanislav Gross (2004–2005)  | Gross        |
| Jiří Paroubek (2005–2006)       | František Bublan                | František Bublan (1951)         | 26 juli 2004     | 16 augustus 2006 | ČSSD                        | Paroubek                     |              |
|                                 | Ivan Langer                     | Ivan Langer (1967)              | 16 augustus 2006 | 9 april 2009     | ODS                         | Mirek Topolánek (2006–2009)  | Topolánek I  |
| Topolánek II                    | Ivan Langer                     | Ivan Langer (1967)              | 16 augustus 2006 | 9 april 2009     | ODS                         | Mirek Topolánek (2006–2009)  |              |
|                                 | Martin Pecina                   | Martin Pecina (1968)            | 9 april 2009     | 28 juni 2010     | O                           | Jan Fischer (2009–2010)      | Fischer      |
|                                 | Radek John                      | Radek John (1954)               | 28 juni 2010     | 21 april 2011    | VV                          | Petr Nečas (2010–2013)       | Nečas        |
|                                 | Jan Kubice                      | Jan Kubice (1953)               | 21 april 2011    | 25 juni 2013     | O                           | Petr Nečas (2010–2013)       | Nečas        |
|                                 | Martin Pecina                   | Martin Pecina (1968)            | 25 juni 2013     | 17 januari 2014  | O                           | Jiří Rusnok (2013–2014)      | Rusnok       |
|                                 | Milan Chovanec                  | Milan Chovanec (1970)           | 17 januari 2014  | 6 december 2017  | ČSSD                        | Bohuslav Sobotka (2014–2017) | Sobotka      |
|                                 | Lubomír Metnar                  | Lubomír Metnar (1967)           | 6 december 2017  | 28 juni 2018     | O                           | Andrej Babiš (2017–2021)     | Babiš I      |
|                                 | Jan Hamáček                     | Jan Hamáček (1978)              | 28 juni 2018     | 28 november 2021 | ČSSD                        | Andrej Babiš (2017–2021)     | Babiš II     |
|                                 | Vít Rakušan                     | Vít Rakušan (1978)              | 28 november 2021 | heden            | STAN                        | Petr Fiala (2021–heden)      | Fiala        |

Minister-president · Arbeid en Sociale Zaken · Binnenlandse Zaken · Buitenlandse Zaken · Cultuur · Defensie · Financiën · Industrie en Handel · Justitie · Landbouw · Milieu · Onderwijs, Jeugd en Lichamelijke Opvoeding · Regionale Ontwikkeling · Verkeer · Volksgezondheid · zonder portefeuille

Voormalige ministeries: 

Informatica